# José Rodríguez de la Oliva

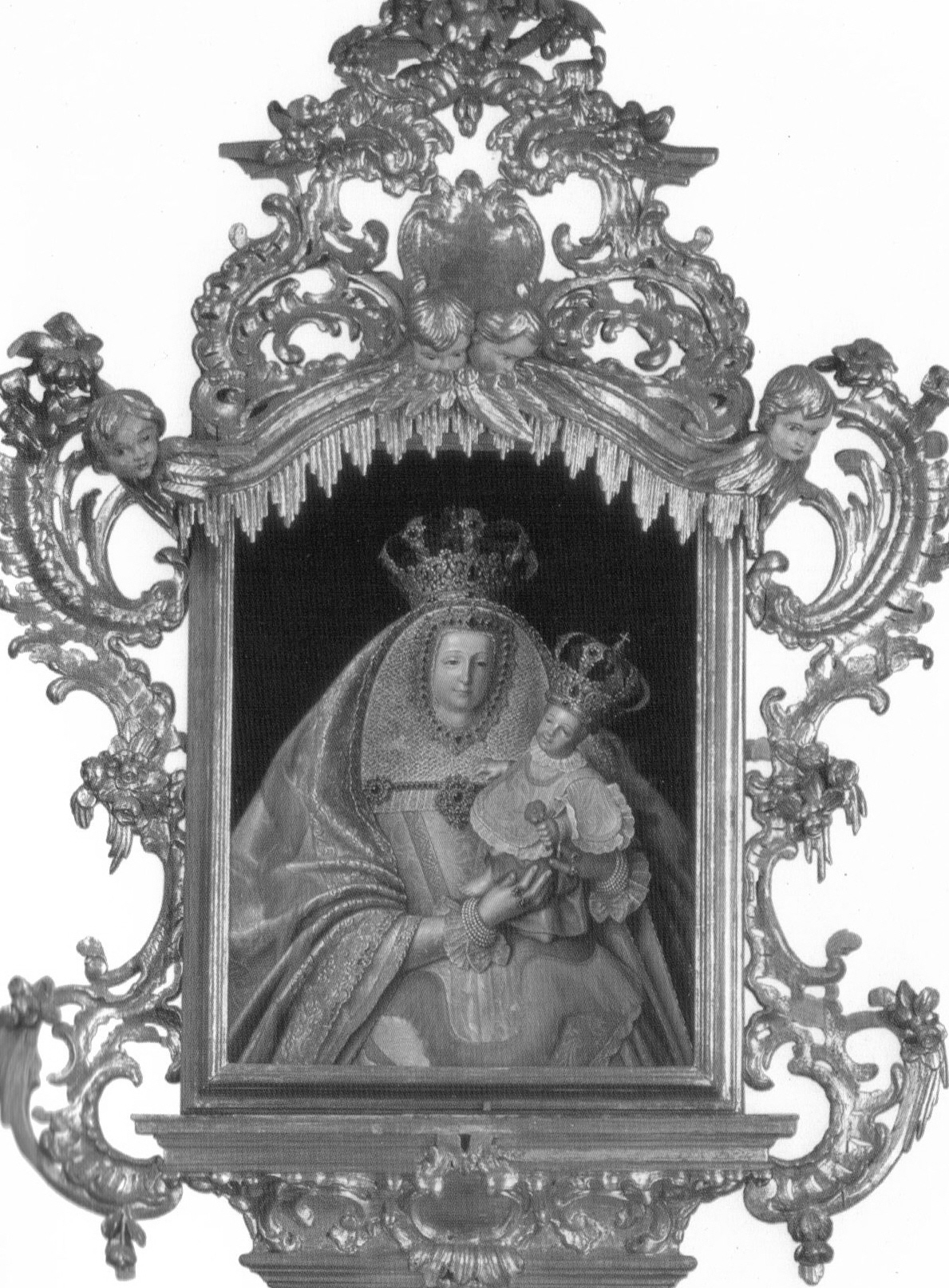
Dipinto della Vergine del Pino, Cattedrale di Las Palmas, opera di José Rodríguez de la Oliva

José Rodríguez de la Oliva, noto come El Moño (San Cristóbal de La Laguna, 15 dicembre 1695 – San Cristóbal de La Laguna, 27 novembre 1777), è stato un pittore e scultore spagnolo dell'epoca barocca e uno dei più rappresentativi e famosi artisti delle Isole Canarie.

## Biografia
Fu battezzato il 31 dicembre 1695 presso la parrocchia di La Concepción di San Cristóbal de La Laguna (Tenerife).
Tra le sue sculture spicca l'immagine di Nostra Signora dei Rimedi, nella parrocchia di San Marco a Tegueste. Per quanto riguarda l'oreficeria è degno di menzione il disegno della Custodia della Chiesa di Santo Domingo a San Cristóbal de La Laguna
Si è anche distinto per le effigi raffiguranti la Vergine della Candelaria (patrona delle Isole Canarie) e la Vergine del Pino. José Rodríguez de la Oliva realizzò anche un ritratto post mortem di Suor Maria di Gesù. È anche noto che ha fatto un ritratto nella vita del corsaro Amaro Pargo, anche se questo lavoro manca oggi.
José Rodríguez de la Oliva è morto il 27 novembre 1777 a San Cristóbal de La Laguna. Fu sepolto nella parrocchia di Nostra Signora dei Rimedi della città, l'attuale la Cattedrale di San Cristóbal de La Laguna.

## Ulteriori informazioni
A parte il suo lato artistico, José Rodríguez de la Oliva fu un importante militare. Il 6 giugno 1743 fu dichiarato, con regio decreto, Teniente en el Regimiento de Forasteros e il 4 dicembre 1747 fu promosso capitano con lettera patente.